# Bergasjön (Tranemo socken, Västergötland)
Bergasjön är en sjö i Tranemo kommun i Västergötland och ingår i Ätrans huvudavrinningsområde.